# Teatro Sant'Apollinare
El Teatro Sant'Apollinare, també conegut com a Teatro Sant'Aponal, fou un teatre d'òpera venecià actiu al segle xvii.
Sant'Apollinare era un petit escenari "da musica" actiu durant deu anys, de 1651 a 1661, que es trobava precisament en la parròquia del mateix nom (de la qual va prendre el seu nom), i més precisament a l'actual Cort Petriana a Venècia. El teatre es va utilitzar durant la seva breu activitat per a la representació de drammi per musica i d'actuacions acadèmiques.

## Estrenes absolutes al teatre
- L'Oristeo de Francesco Cavalli, carnestoltes 1651 (òpera que inaugurà el teatre)
- La Rosinda de Francesco Cavalli, 1651
- La Calisto de Francesco Cavalli, 28 de novembre de 1651
- L'Eritrea de Francesco Cavalli, 17 de gener de 1652
- Pericle effeminato de Francesco Lucio, 7 de gener de 1653
- La guerriera spartana de Pietro Andrea Ziani, carnestoltes 1654
- L'Eupatra de Pietro Andrea Ziani, 1655
- Erismena de Francesco Cavalli, 30 de desembre de 1655
- Le fortune di Rodope e Damira de Pietro Andrea Ziani, 1657
- La pazzia in trono, overo Caligola delirante di Francesco Cavalli, 1660